# Хуесен Пітер фан Рензбург
Хуесен Пітер фан Рензбург (26 березня 1943) — південноафриканський дипломат. Надзвичайний і Повноважний Посол ПАР в Києві (Україна).

## Біографія
Народився 26 березня 1943 року в місті Моссел-Бей. Бакалавр мистецтв.
З 1965 по 1966 — працював учителем в школі.
З 1966 по 1967 — проходив стажування в Департаменті закордонних справ МЗС ПАР.
З 1967 по 1970 — 2-й секретар посольства ПАР у Гельсінкі (Фінляндія).
З 1970 по 1972 — 1-й секретар МЗС ПАР.
З 1972 по 1978 — консул, генеральний консул ПАР у Новому Орлеані (США).
З 1978 по 1980 — радник МЗС ПАР в Преторії.
З 1981 по 1983 — співробітник страхової компанії «Санлам».
З 1984 по 1988 — радник міста Умката, Транскей.
З 1989 по 1990 — заступник начальника управління МЗС ПАР.
З 1990 по 1994 — посол уряду ПАР у бантустані Сіскей, член спільної адміністрації.
З 1994 по 1995 — очолював Управління зв'язків з парламентом МЗС ПАР.
З 1995 по 1996 — начальник Управління багатосторонніх зв'язків МЗС ПАР.
З 1996 по 1998 — Надзвичайний і Повноважний Посол ПАР в Києві (Україна).